# باتشي ديل ميلا
باتشي ديل ميلا (بالإيطالية: Pace del Mela)‏ هي بلدية في مقاطعة ميسينا في صقلية الإيطالية.

## السكان
في سنة 1871 بلغ عدد السكان 1٬382 نسمة، وتطور العدد ليصل في سنة 2011 لـ 6٬388 نسمة.
يظهر هذا المخطط البياني تطور النمو السكاني لـ باتشي ديل ميلا